# Pussylineus gabriellae
Pussylineus gabriellae är en djurart som tillhör fylumet slemmaskar, och som beskrevs av Corrêa 1956. Pussylineus gabriellae ingår i släktet Pussylineus och familjen Lineidae. Inga underarter finns listade i Catalogue of Life.